# Høgøyna
Høgøyna est une île dans le landskap Sunnhordland du comté de Vestland. Elle appartient administrativement à Øygarden.

## Géographie
Rocheuse et couverte d'arbres, elle s'étend sur environ 599 m de longueur pour une largeur approximative de 251 m. 